# Chapelle Notre-Dame de la Gardette
Pour les articles homonymes, voir Gardette.
La Chapelle Notre-Dame de la Gardette est une chapelle situé à Saint-Paul-de-Vence dans le département français des Alpes-Maritimes.

## Historique
Une chapelle est attestée au XVe siècle, dans un lieu nommé la Gardette situé sur une colline dominant Saint-Paul et servant de refuge aux habitants.
François Ier décida de construire de nouveaux remparts autour de Saint-Paul. Leur construction entraîna la démolition de la chapelle Saint-Georges qui était le patron du village. L'autel Saint-Georges a alors été transféré dans la chapelle de la Gardette qui a pris la dénomination Notre-Dame-de-la-Pitié et Saint-Georges.
La chapelle actuelle a été fondée par Françoise, fille de Jean de Villeneuve-Thorenc, et son mari Jacques de Villeneuve, sieur de la Berlière, gouverneur de Saint-Paul entre 1580 et 1593. Elle était la chapelle de la famille de Villeneuve-Thorenc dont le château se situait plus haut, à Passe-Prest.
Dans un acte de 1616, on note que Françoise de Villeneuve, dame de la Berlière, laisse à la chapelle le portait du fondateur de la chapelle, le portrait de Notre-Dame et une descente de Croix.
Elle est embellie par un décor en stuc datant du XVIIe siècle et par un maître-autel du XVIIIe siècle, qui sont toujours en place.
Par un acte du 29 janvier 1665, Jean-Baptiste de Villeneuve-Thorenc, gouverneur de Saint-Paul entre 1663 et 1672, juspatron de la chapelle Notre-Dame de la Gardette consentit que cette chapellenie fût érigée en canonicat et la donna à Sébastien Canauesy.
Une croix a été placée devant la chapelle en 1702.
Entre 1925 et 1930, un ensemble de peintures murales, retraçant les vies du Christ et de la Vierge dans des paysages de Saint-Paul, a été réalisé par deux peintres locaux, Marthe Larcher et Germaine Laporte.
Cette chapelle fait l’objet d’une inscription au titre des monuments historiques depuis le 10 juin 1993.
La chapelle a reçu le label « Patrimoine du XXe siècle » le 1er mars 2001.